# Пономарицы (Рыбинский район)
В Ярославской области есть ещё одна деревня Пономарицы, в Угличском районе.
Пономарицы — деревня в Глебовском сельском округе Глебовского сельского поселения Рыбинского района Ярославской области.
Деревня  расположена в южной части Глебовского сельского поселения, к югу от железной дороги Рыбинск—Сонково, примыкает с запада к железнодорожной станции и посёлку Тихменево. Через Пономорицы проходит дорога от Тихменева к Раменью. С южной стороны от Пономариц находится болото Чистый мох, в котором ранее велась интенсивная торфодобыча .
Деревня Пономарицына указана на плане Генерального межевания Рыбинского уезда 1792 года.
На 1 января 2007 года в деревне числилось 8 постоянных жителей . Почтовое отделение, расположенное в посёлке Тихменево, обслуживает в деревне Пономарицы 42 дома .